# Обсерватория Гэйсэй
Обсерватория Гэйсэй (яп. 芸西天文学習館 Гэйсэй тэммон гакусю:кан) — астрономическая обсерватория, основанная в 1973 году в городе Гейсей японской префектуры Коти. Руководитель обсерватории — Цутому Сэки является известным открывателем комет и астероидов. Им открыта комета C/1965 S1 (Икэя — Сэки) и ещё 224 астероида в период с 1981 по 2008 год.

## Инструменты обсерватории
- 0,6-м рефлектор

## Направления исследований
- исследования комет;
- открытие астероидов.

## Основные достижения
- В период с 1981 по 2008 год открыто 224 астероидов[1][2].
- 12228 астрометрических измерений опубликовано с 1973 по 2011 год[3].